# Músculo reto do abdome
O músculo reto do abdome ou reto abdominal é um músculo  que corre verticalmente em cada lado da parede anterior do abdome humano (e em alguns outros animais). Eles são dois músculos paralelos, separados por uma faixa de tecido conjuntivo chamada de linha alba (linha branca). Ele se estende da sínfise púbica inferiormente e ao processo xifoide e cartilagens costais inferiores superiormente.
Ele está contido na bainha do reto.

## Função
O reto abdominal é um músculo postural chave,que atua na flexão do tronco. Pode também ser importante na respiração, quando o paciente está com dificuldades de respirar ,auxilia a expiração forçada.

## Suprimento sanguíneo
A artéria epigástrica inferior e veia correm superiormente na superfície posterior do reto do abdome, entram na fáscia do reto na linha arqueada e ajudam a vascularizar o músculo com sangue.

## Localização
O reto abdominal é um músculo longo e chato, que se estende ao longo de todo comprimento da frente do abdome, e é separado de seu músculo no lado contrário pela linha alba.
O músculo se insere em três porções de tamanho desigual nas cartilagens das quintas, sextas e sétimas costelas.

## Animais
O músculo reto do abdome é similar na maioria dos vertebrados. A diferença mais óbvia entre a musculatura abdominal dos homens e dos animais é a de que, nos animais, existe um número diferente de inserções tendíneas.

## Imagens adicionais

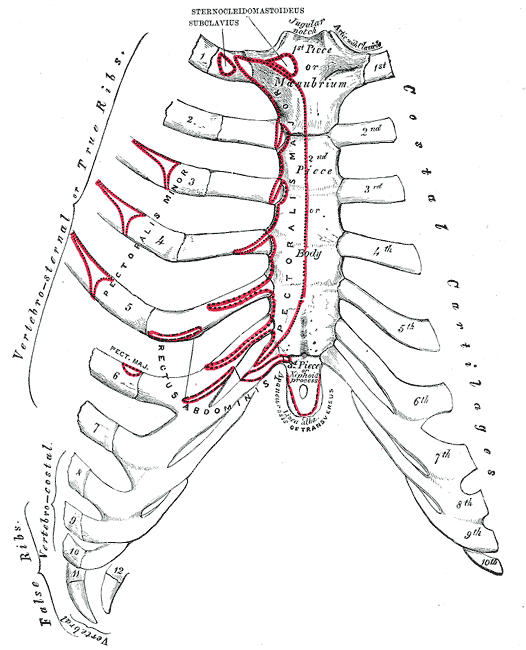
Superfície anterior do esterno e cartilagens costais.
Diagrama da bainha do reto.
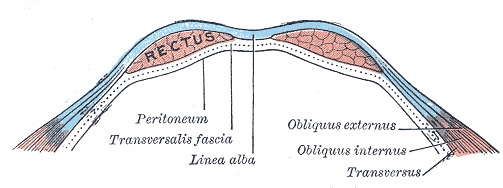
Diagrama de uma secção transversal pela parede abdominal anterior.
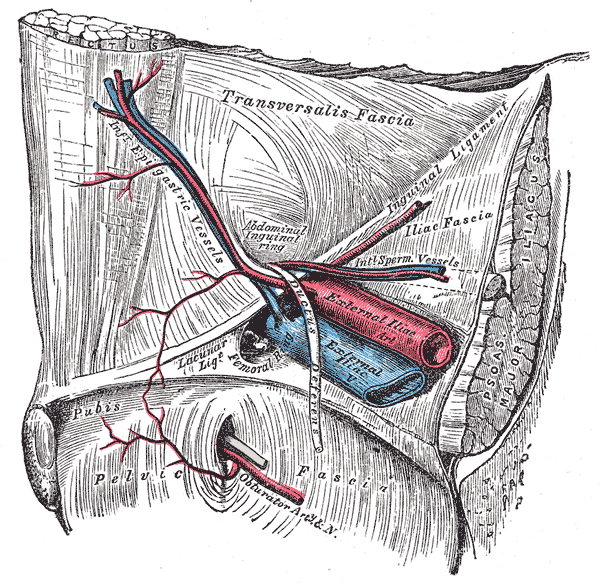
As relações dos anéis femorais e abdominais inguinais, vistos do abdômen. Lado direito.
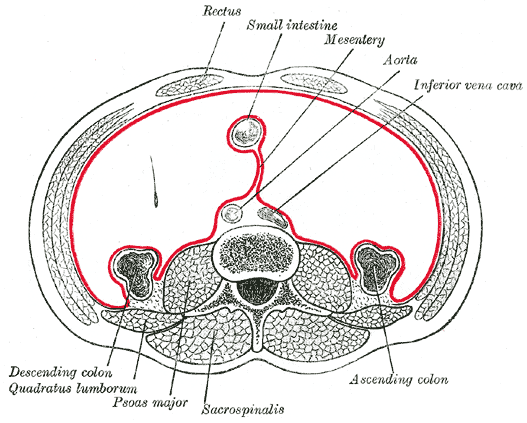
Disposição horizontal do peritônio na porção inferior do abdômen.
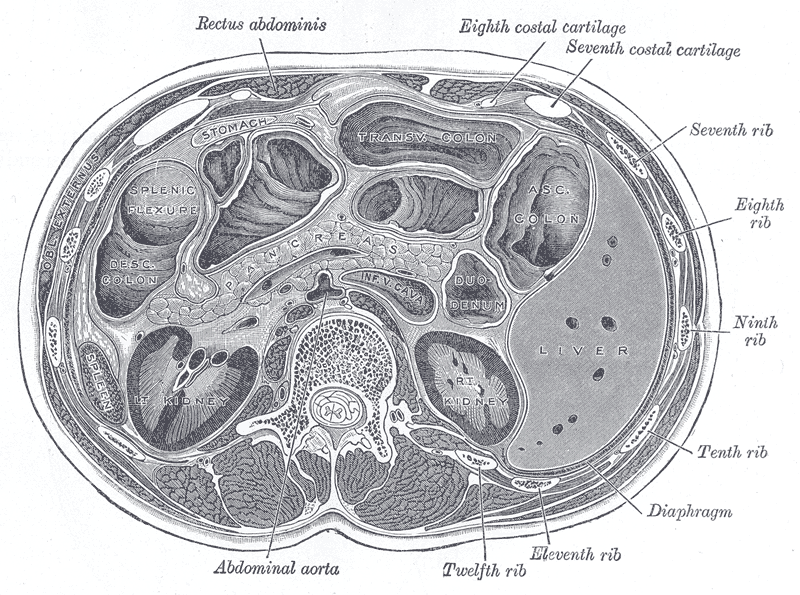
Secção transversa através do meio da primeira vértebra lombar, mostrando as relações com o pâncreas.
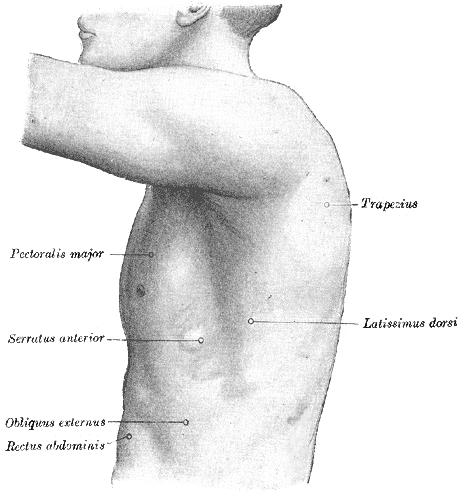
O lado esquerdo do tórax.
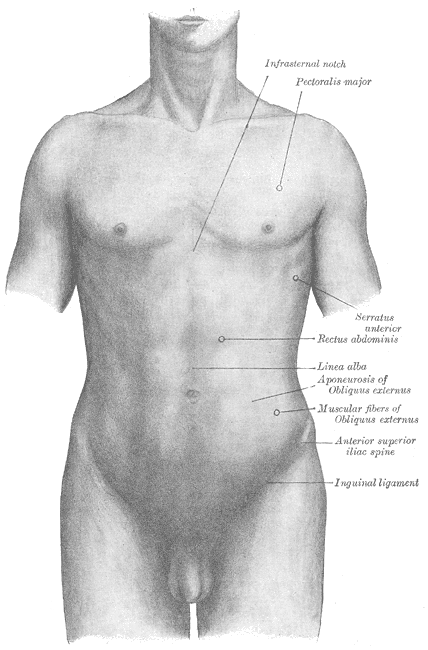
Anatomia de superfície da porção frontal do tórax e abdômen.
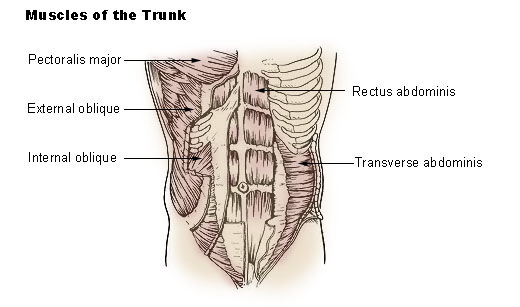
Músculos do tronco.